# Žataj
Žataj (jakutsky i rusky Жатай) je sídlo městského typu v Saše v Ruské federaci. Při sčítání lidu v roce 2010 měl přes devět tisíc obyvatel.

## Poloha a doprava
Žataj leží na západním, levém břehu Leny, zhruba 15 kilometrů severně (tedy po proudu) od Jakutsku, hlavního města republiky. Po levém břehu Leny zde vede silnice R503 z Jakutsku na sever do Namc. Je zde také říční přístav.

## Dějiny
V dubnu 1929 zde byl založen sovchoz nazvaný Žatajstroj (Жатайстрой). Ve třicátých letech bylo následně rozhodnuto o vybudování přístavu, který měl sloužit jako jedna ze zimních základen Severního loďstva a obecně jako podpůrný pro ruskou část Severní mořské cesty.
V roce 1948 získala obec status sídla městského typu a zároveň došlo k přejmenování na Žataj.